# Daytime Emmy Award du meilleur jeune acteur dans une série télévisée dramatique
Le Daytime Emmy Award du meilleur jeune acteur dans une série télévisée dramatique fait partie des Daytime Emmy Awards décernés à la performance d'une personne contribuant à un programme de télévision (acteur, actrice, présentateur) par l'Académie nationale des arts et des sciences de la télévision en l'honneur de l'excellence dans les programmes de télévision diffusés en journée (« day-time »). 

## Palmarès
| Année                 | Acteur                  | Programme                | Rôle | Réseau | Référence |
| --------------------- | ----------------------- | ------------------------ | ---- | ------ | --------- |
| 1985 (12th)           |                         |                          |      |        |           |
| Brian Bloom           | As the World Turns      | Dusty Donovan            | CBS  | [ 1 ]  |           |
| Steve Caffrey         | La Force du destin      | Andrew Preston Cortlandt | ABC  | [ 2 ]  |           |
| Michael E. Knight     | La Force du destin      | Tad Martin               | ABC  | [ 2 ]  |           |
| Michael O'Leary       | Haine et Passion        | Rick Bauer               | CBS  | [ 2 ]  |           |
| Jack Wagner           | Hôpital central         | Frisco Jones             | ABC  | [ 2 ]  |           |
| 1986 (13th)           |                         |                          |      |        |           |
| Michael E. Knight     | La Force du destin      | Tad Martin               | ABC  | [ 3 ]  |           |
| Brian Bloom           | As the World Turns      | Dusty Donovan            | CBS  | [ 4 ]  |           |
| Jon Hensley           | As the World Turns      | Holden Snyder            | CBS  | [ 4 ]  |           |
| Vincent Irizarry      | Haine et Passion        | Lujack Luvonoczek        | CBS  | [ 4 ]  |           |
| Don Scardino          | Another World           | Chris Chapin             | NBC  | [ 4 ]  |           |
| 1987 (14th)           |                         |                          |      |        |           |
| Michael E. Knight     | La Force du destin      | Tad Martin               | ABC  | [ 5 ]  |           |
| Jon Hensley           | As the World Turns      | Holden Snyder            | CBS  | [ 6 ]  |           |
| Grant Show            | Ryan's Hope             | Rick Hyde                | ABC  | [ 6 ]  |           |
| Billy Warlock         | Des jours et des vies   | Frankie Brady            | NBC  | [ 6 ]  |           |
| Brian Bloom           | As the World Turns      | Dusty Donovan            | CBS  | [ 6 ]  |           |
| 1988 (15th)           |                         |                          |      |        |           |
| Billy Warlock         | Des jours et des vies   | Frankie Brady            | NBC  | [ 7 ]  |           |
| Scott DeFreitas       | As the World Turns      | Andy Dixon               | CBS  | [ 8 ]  |           |
| Andrew Kavovit        | As the World Turns      | Paul Ryan                | CBS  | [ 8 ]  |           |
| Ross Kettle           | Santa Barbara           | Jeffrey Conrad           | NBC  | [ 8 ]  |           |
| Robert Duncan McNeill | La Force du destin      | Charlie Brent            | ABC  | [ 8 ]  |           |
| 1989 (16th)           |                         |                          |      |        |           |
| Justin Gocke          | Santa Barbara           | Brandon Capwell          | NBC  | [ 9 ]  |           |
| Andrew Kavovit        | As the World Turns      | Paul Ryan                | CBS  | [ 10 ] |           |
| Darrell Utley         | Des jours et des vies   | Benjy Hawk               | NBC  | [ 10 ] |           |
| 1990 (17th)           |                         |                          |      |        |           |
| Andrew Kavovit        | As the World Turns      | Paul Ryan                | CBS  | [ 11 ] |           |
| Bryan Buffington      | Haine et Passion        | Bill Lewis III           | CBS  | [ 12 ] |           |
| 1991 (18th)           |                         |                          |      |        |           |
| Rick Hearst           | Haine et Passion        | Alan-Michael Spaulding   | CBS  | [ 13 ] |           |
| Bryan Buffington      | Haine et Passion        | Bill Lewis III           | CBS  | [ 14 ] |           |
| Justin Gocke          | Santa Barbara           | Brandon Capwell          | NBC  | [ 14 ] |           |
| Andrew Kavovit        | As the World Turns      | Paul Ryan                | CBS  | [ 14 ] |           |
| Kristoff St. John     | Générations             | Adam Marshall            | NBC  | [ 14 ] |           |
| 1992 (19th)           |                         |                          |      |        |           |
| Kristoff St. John     | Les Feux de l'amour     | Neil Winters             | CBS  | [ 15 ] |           |
| Scott DeFreitas       | As the World Turns      | Andy Dixon               | CBS  | [ 16 ] |           |
| Jeff Phillips         | Haine et Passion        | Hart Jessup              | CBS  | [ 16 ] |           |
| James Patrick Stuart  | La Force du destin      | Will Cortlandt           | ABC  | [ 16 ] |           |
| Dondre Whitfield      | La Force du destin      | Terrence Frye            | ABC  | [ 16 ] |           |
| 1993 (20th)           |                         |                          |      |        |           |
| Monti Sharp           | Haine et Passion        | David Grant              | CBS  | [ 17 ] |           |
| Matt Borlenghi        | La Force du destin      | Brian Bodine             | ABC  | [ 18 ] |           |
| Bryan Buffington      | Haine et Passion        | Bill Lewis III           | CBS  | [ 18 ] |           |
| Kristoff St. John     | Les Feux de l'amour     | Neil Winters             | CBS  | [ 18 ] |           |
| Dondre Whitfield      | La Force du destin      | Terrence Frye            | ABC  | [ 18 ] |           |
| 1994 (21st)           |                         |                          |      |        |           |
| Roger Howarth         | On ne vit qu'une fois   | Todd Manning             | ABC  | [ 19 ] |           |
| Bryan Buffington      | Haine et Passion        | Bill Lewis III           | CBS  | [ 20 ] |           |
| Scott DeFreitas       | As the World Turns      | Andy Dixon               | CBS  | [ 20 ] |           |
| Monti Sharp           | Haine et Passion        | David Grant              | CBS  | [ 20 ] |           |
| Dondre Whitfield      | La Force du destin      | Terrence Frye            | ABC  | [ 20 ] |           |
| 1995 (22nd)           |                         |                          |      |        |           |
| Jonathan Jackson      | Hôpital central         | Lucky Spencer            | ABC  | [ 21 ] |           |
| Jason Biggs           | As the World Turns      | Pete Wendall             | CBS  | [ 22 ] |           |
| Bryan Buffington      | Haine et Passion        | Bill Lewis III           | CBS  | [ 22 ] |           |
| Tommy Michaels        | La Force du destin      | Tim Dillon               | ABC  | [ 22 ] |           |
| 1996 (23 rd)          |                         |                          |      |        |           |
| Kevin Mambo           | Haine et Passion        | Marcus Williams          | CBS  | [ 23 ] |           |
| Nathan Fillion        | On ne vit qu'une fois   | Joey Buchanan            | ABC  | [ 24 ] |           |
| Jonathan Jackson      | Hôpital central         | Lucky Spencer            | ABC  | [ 24 ] |           |
| Shemar Moore          | Les Feux de l'amour     | Malcolm Winters          | CBS  | [ 24 ] |           |
| Joshua Morrow         | Les Feux de l'amour     | Nicholas Newman          | CBS  | [ 24 ] |           |
| 1997 (24th)           |                         |                          |      |        |           |
| Kevin Mambo           | Haine et Passion        | Marcus Williams          | CBS  | [ 25 ] |           |
| Steve Burton          | Hôpital central         | Jason Morgan             | ABC  | [ 26 ] |           |
| Jonathan Jackson      | Hôpital central         | Lucky Spencer            | ABC  | [ 26 ] |           |
| Shemar Moore          | Les Feux de l'amour     | Malcolm Winters          | CBS  | [ 26 ] |           |
| Joshua Morrow         | Les Feux de l'amour     | Nicholas Newman          | CBS  | [ 26 ] |           |
| 1998 (25th)           |                         |                          |      |        |           |
| Jonathan Jackson      | Hôpital central         | Lucky Spencer            | ABC  | [ 27 ] |           |
| Jensen Ackles         | Des jours et des vies   | Eric Brady               | NBC  | [ 28 ] |           |
| Tyler Christopher     | Hôpital central         | Nikolas Cassadine        | ABC  | [ 28 ] |           |
| Bryant Jones          | Les Feux de l'amour     | Nate Hastings            | CBS  | [ 28 ] |           |
| Kevin Mambo           | Haine et Passion        | Marcus Williams          | CBS  | [ 28 ] |           |
| Joshua Morrow         | Les Feux de l'amour     | Nicholas Newman          | CBS  | [ 28 ] |           |
| 1999 (26th)           |                         |                          |      |        |           |
| Jonathan Jackson      | Hôpital central         | Lucky Spencer            | ABC  | [ 29 ] |           |
| Jensen Ackles         | Des jours et des vies   | Eric Brady               | NBC  | [ 30 ] |           |
| Jason Winston George  | Sunset Beach            | Michael Bourne           | NBC  | [ 30 ] |           |
| Bryant Jones          | Les Feux de l'amour     | Nate Hastings            | CBS  | [ 30 ] |           |
| Joshua Morrow         | Les Feux de l'amour     | Nicholas Newman          | CBS  | [ 30 ] |           |
| Jacob Young           | Amour, Gloire et Beauté | Rick Forrester           | CBS  | [ 30 ] |           |
| 2000 (27th)           |                         |                          |      |        |           |
| David Tom             | Les Feux de l'amour     | Billy Abbott             | CBS  | [ 31 ] |           |
| Jensen Ackles         | Des jours et des vies   | Eric Brady               | NBC  | [ 32 ] |           |
| Jonathan Jackson      | Hôpital central         | Lucky Spencer            | ABC  | [ 32 ] |           |
| Bryant Jones          | Les Feux de l'amour     | Nate Hastings            | CBS  | [ 32 ] |           |
| David Lago            | Les Feux de l'amour     | Raul Guittierez          | CBS  | [ 32 ] |           |
| Joshua Morrow         | Les Feux de l'amour     | Nicholas Newman          | CBS  | [ 32 ] |           |
| 2001 (28th)           |                         |                          |      |        |           |
| Justin Torkildsen     | Amour, Gloire et Beauté | Rick Forrester           | CBS  | [ 33 ] |           |
| Josh Ryan Evans       | Passions                | Timmy Lenox              | NBC  | [ 34 ] |           |
| David Lago            | Les Feux de l'amour     | Raul Guittierez          | CBS  | [ 34 ] |           |
| Jesse McCartney       | La Force du destin      | JR Chandler              | ABC  | [ 34 ] |           |
| Paul Taylor           | As the World Turns      | Isaac Jenkins            | CBS  | [ 34 ] |           |
| David Tom             | Les Feux de l'amour     | Billy Abbott             | CBS  | [ 34 ] |           |
| 2002 (29th)           |                         |                          |      |        |           |
| Jacob Young           | Hôpital central         | Lucky Spencer            | ABC  | [ 35 ] |           |
| Jesse McCartney       | La Force du destin      | JR Chandler              | ABC  | [ 36 ] |           |
| Brian Presley         | Port Charles            | Jack Ramsey              | ABC  | [ 36 ] |           |
| Justin Torkildsen     | Amour, Gloire et Beauté | Rick Forrester           | CBS  | [ 36 ] |           |
| Jordi Vilasuso        | Haine et Passion        | Tony Santos              | CBS  | [ 36 ] |           |
| 2003 (30th)           |                         |                          |      |        |           |
| Jordi Vilasuso        | Haine et Passion        | Tony Santos              | CBS  | [ 37 ] |           |
| Chad Brannon          | Hôpital central         | Zander Smith             | ABC  | [ 38 ] |           |
| David Lago            | Les Feux de l'amour     | Raul Guittierez          | CBS  | [ 38 ] |           |
| Kyle Lowder           | Des jours et des vies   | Brady Black              | NBC  | [ 38 ] |           |
| Aiden Turner          | La Force du destin      | Aidan Devane             | ABC  | [ 38 ] |           |
| 2004 (31st)           |                         |                          |      |        |           |
| Chad Brannon          | Hôpital central         | Zander Smith             | ABC  | [ 39 ] |           |
| Scott Clifton         | Hôpital central         | Dillon Quartermaine      | ABC  | [ 40 ] |           |
| Agim Kaba             | As the World Turns      | Aaron Snyder             | CBS  | [ 40 ] |           |
| David Lago            | Les Feux de l'amour     | Raul Guittierez          | CBS  | [ 40 ] |           |
| Brian Presley         | Port Charles            | Jack Ramsey              | ABC  | [ 40 ] |           |
| 2005 (32nd)           |                         |                          |      |        |           |
| David Lago            | Les Feux de l'amour     | Raul Guittierez          | CBS  | [ 41 ] |           |
| Scott Clifton         | Hôpital central         | Dillon Quartermaine      | ABC  | [ 42 ] |           |
| Michael Graziadei     | Les Feux de l'amour     | Daniel Romalotti         | CBS  | [ 42 ] |           |
| Tom Pelphrey          | Haine et Passion        | Jonathan Randall         | CBS  | [ 42 ] |           |
| Jacob Young           | La Force du destin      | JR Chandler              | ABC  | [ 42 ] |           |
| 2006 (33 rd)          |                         |                          |      |        |           |
| Tom Pelphrey          | Haine et Passion        | Jonathan Randall         | CBS  | [ 43 ] |           |
| Scott Clifton         | Hôpital central         | Dillon Quartermaine      | ABC  | [ 44 ] |           |
| Michael Graziadei     | Les Feux de l'amour     | Daniel Romalotti         | CBS  | [ 44 ] |           |
| Bryton James          | Les Feux de l'amour     | Devon Hamilton           | CBS  | [ 44 ] |           |
| Jesse Soffer          | As the World Turns      | Will Munson              | CBS  | [ 44 ] |           |
| 2007 (34th)           |                         |                          |      |        |           |
| Bryton James          | Les Feux de l'amour     | Devon Hamilton           | CBS  | [ 45 ] |           |
| Van Hansis            | As the World Turns      | Luke Snyder              | CBS  | [ 46 ] |           |
| Tom Pelphrey          | Haine et Passion        | Jonathan Randall         | CBS  | [ 46 ] |           |
| Jesse Soffer          | As the World Turns      | Will Munson              | CBS  | [ 46 ] |           |
| James Stevenson       | Passions                | Jared Casey              | NBC  | [ 46 ] |           |
| 2008 (35th)           |                         |                          |      |        |           |
| Tom Pelphrey          | Haine et Passion        | Jonathan Randall         | CBS  | [ 47 ] |           |
| Darin Brooks          | Des jours et des vies   | Max Brady                | NBC  | [ 48 ] |           |
| Van Hansis            | As the World Turns      | Luke Snyder              | CBS  | [ 48 ] |           |
| Bryton James          | Les Feux de l'amour     | Devon Hamilton           | CBS  | [ 48 ] |           |
| Jesse Soffer          | As the World Turns      | Will Munson              | CBS  | [ 48 ] |           |
| 2009 (36th)           |                         |                          |      |        |           |
| Darin Brooks          | Des jours et des vies   | Max Brady                | NBC  | [ 49 ] |           |
| Blake Berris          | Des jours et des vies   | Nick Fallon              | NBC  | [ 50 ] |           |
| E. J. Bonilla         | Haine et Passion        | Rafe Rivera              | CBS  | [ 50 ] |           |
| Bryton James          | Les Feux de l'amour     | Devon Hamilton           | CBS  | [ 50 ] |           |
| Cornelius Smith Jr.   | La Force du destin      | Frankie Hubbard          | ABC  | [ 50 ] |           |
| 2010 (37th)           |                         |                          |      |        |           |
| Drew Tyler Bell       | Amour, Gloire et Beauté | Thomas Forrester         | CBS  | [ 51 ] |           |
| Scott Clifton         | On ne vit qu'une fois   | Schuyler Joplin          | ABC  | [ 52 ] |           |
| Zack Conroy           | Haine et Passion        | James Spaulding          | CBS  | [ 52 ] |           |
| Drew Garrett          | Hôpital central         | Michael Corinthos        | ABC  | [ 52 ] |           |
| Dylan Patton          | Des jours et des vies   | Will Horton              | NBC  | [ 52 ] |           |
| 2011 (38th)           |                         |                          |      |        |           |
| Scott Clifton         | Amour, Gloire et Beauté | Liam Cooper              | CBS  | [ 53 ] |           |
| Chad Duell            | Hôpital central         | Michael Corinthos        | ABC  | [ 54 ] |           |
| Chandler Massey       | Des jours et des vies   | Will Horton              | NBC  | [ 54 ] |           |
| 2012 (39e)            |                         |                          |      |        |           |
| Chandler Massey       | Des jours et des vies   | Will Horton              | NBC  | [ 55 ] |           |
| Eddie Alderson        | On ne vit qu'une fois   | Matthew Buchanan         | ABC  | [ 56 ] |           |
| Chad Duell            | Hôpital central         | Michael Corinthos        | ABC  | [ 56 ] |           |
| Nathan Parsons        | Hôpital central         | Ethan Lovett             | ABC  | [ 56 ] |           |
| 2013 (40e)            |                         |                          |      |        |           |
| Chandler Massey       | Des jours et des vies   | Will Horton              | NBC  | [ 57 ] |           |
| Max Ehrich            | Les Feux de l'amour     | Fenmore Baldwin          | CBS  | [ 58 ] |           |
| Bryton James          | Les Feux de l'amour     | Devon Hamilton Winters   | CBS  | [ 58 ] |           |
| Freddie Smith         | Des jours et des vies   | Sonny Kiriakis           | NBC  | [ 58 ] |           |

## Totale récompense
| Wins | Programme               |
| ---- | ----------------------- |
| 7    | Haine et Passion        |
| 5    | Hôpital central         |
| 4    | Les Feux de l'amour     |
| 4    | Des jours et des vies   |
| 3    | Amour, Gloire et Beauté |
| 2    | La Force du destin      |
| 2    | As the World Turns      |
| 1    | On ne vit qu'une fois   |
| 1    | Santa Barbara           |

## Multiple récompense
| Wins | Acteur            |
| ---- | ----------------- |
| 3    | Jonathan Jackson  |
| 2    | Michael E. Knight |
| 2    | Kevin Mambo       |
| 2    | Chandler Massey   |
| 2    | Tom Pelphrey      |

## Multiple nominations
| Nominations | Acteur            |
| ----------- | ----------------- |
| 6           | Jonathan Jackson  |
| 5           | Bryan Buffington  |
| 5           | Scott Clifton     |
| 5           | Bryton James      |
| 5           | David Lago        |
| 5           | Joshua Morrow     |
| 4           | Andrew Kavovit    |
| 4           | Tom Pelphrey      |
| 3           | Jensen Ackles     |
| 3           | Brian Bloom       |
| 3           | Scott DeFreitas   |
| 3           | Bryant Jones      |
| 3           | Michael E. Knight |
| 3           | Kevin Mambo       |
| 3           | Chandler Massey   |
| 3           | Jesse Soffer      |
| 3           | Kristoff St. John |
| 3           | Dondre Whitfield  |
| 3           | Jacob Young       |
| 2           | Chad Brannon      |
| 2           | Darin Brooks      |
| 2           | Chad Duell        |
| 2           | Michael Graziadei |
| 2           | Justin Gocke      |
| 2           | Van Hansis        |
| 2           | Jon Hensley       |
| 2           | Jesse McCartney   |
| 2           | Shemar Moore      |
| 2           | Brian Presley     |
| 2           | Monti Sharp       |
| 2           | David Tom         |
| 2           | Justin Torkildsen |
| 2           | Jordi Vilasuso    |
| 2           | Billy Warlock     |